# Виктория (каракка)
Каракка «Виктория» (исп. Victoria) — первый корабль в истории, обогнувший земной шар. Получил название в честь церкви в Севилье, в которой португальский мореплаватель Фернан Магеллан принёс присягу на верность испанскому королю Карлу I. Первое кругосветное плавание началось в 1519 году под командованием Магеллана. После его гибели руководство экспедицией принял на себя Хуан Себастьян Элькано. Из пяти кораблей, отплывших из Испании, лишь «Виктория» вернулась в Санлукар близ Кадиса (6 сентября 1522 года). На борту было 18 моряков из 265, покинувших Испанию вместе с Магелланом. Позже из португальского плена вернулись еще 13 моряков с «Виктории» и 4 или 5 моряков с «Тринидада». Среди выживших был и Антонио Пигафетта, составивший знаменитое описание исторического путешествия.
Корабль был построен на верфях Ондарроа в провинции Бискайя.
После путешествия Магелана «Виктория» была отремонтирована и использовалась ещё почти пятьдесят лет, прежде чем погибла во время путешествия с Антильских островов в Севилью примерно в 1570 году.
В 1990-е годы чешский мореплаватель Рудольф Краутшнайдер построил реплику «Виктории» и совершил на ней кругосветное плавание по маршруту Фернана Магеллана.